# Neophyllomyza anuda
Neophyllomyza anuda är en tvåvingeart som först beskrevs av Charles Howard Curran 1936.  Neophyllomyza anuda ingår i släktet Neophyllomyza och familjen sprickflugor. Inga underarter finns listade i Catalogue of Life.